# Shelda Bede
Shelda Kelly Bruno Bede (Fortaleza, 1º gennaio 1973) è una giocatrice di beach volley brasiliana, campionessa, in coppia con Adriana Behar, di due edizioni consecutive dei campionati mondiali, a Marsiglia nel 1999 e a Klagenfurt nel 2001.

## Carriera
In coppia con Adriana Behar ha vinto due medaglie d'argento ai Giochi olimpici estivi di Sydney nel 2000 e Atene nel 2004, una medaglia d'oro ai Giochi panamericani, quattro medaglie (due d'oro, una di argento e una di bronzo) ai Campionati mondiali del 1999 a Marsiglia, 2001 a Klagenfurt, 2003 a Rio de Janeiro e 1997 a Los Angeles.

## Sponsor
- Swatch